# Nebet
Nebet var en visir under Egyptens sjätte dynasti.
Hon utnämndes till visir av sin svärson farao Pepi I. Hon är den första bekräftade kvinnliga visiren i Egyptens historia, och såvitt känt den enda fram till Egyptens 26:e dynasti. 
Hon var gift med adelsmannen Khui, och mor till drottningarna Ankhesenpepi I och Ankhesenpepi II. 